# Carajografía
Carajografía es un EP grabado por la banda de punk rock y nu metal Carajo. Fue lanzado en 2003 y contiene dos reversiones de canciones de su primer disco, una canción en vivo, un tema inédito llamado Rescatarse y una versión de la canción Diferentes maneras del grupo Massacre.

## Canciones
1. «Salvaje»
2. «Resistiendo con Ideas»
3. «Diferentes Maneras»
4. «Rescatarse»
5. «El Vago»

- Datos: Q5748849